# Natália Falavigna
Natália Falavigna da Silva (* 9. Mai 1984 in Maringá) ist eine brasilianische Taekwondokämpferin. 

## Erfolge
Sie wurde Vierte in der 67-kg-Klasse bei den Olympischen Spielen 2004 in Athen und gewann die Bronzemedaille bei den Olympischen Sommerspielen 2008 in Peking.
Weitere wichtige Erfolge waren die Bronzemedaille bei den Weltmeisterschaften 2001 in Jeju-si, den Weltmeisterschaften 2007 in Peking und bei den Weltmeisterschaften 2009 in Ballerup. Die Goldmedaille errang sie bei den Taekwondo-Weltmeisterschaften 2005 in Madrid. Bei den Panamerikanischen Spielen 2007 in Rio de Janeiro errang sie die Silbermedaille. Falavigna gehört seit 2009 der „Taekwondo Hall of Fame“ an.